# Festival Internacional de Cine de Venecia de 2003
La 60.ª edición del Festival Internacional de Cine de Venecia tuvo lugar entre el 27 de agosto y el 6 de septiembre de 2003. El festival se abrió con la nueva obra de Woody Allen Todo lo demás.

## Jurados
Las siguientes personas fueron seleccionadas para formar parte del jurado de esta edición:
Jurado de la sección oficial (Venezia 60)
- Mario Monicelli (Italia), Presidente
- Stefano Accorsi (Italia)
- Michael Ballhaus (Alemania)
- Ann Hui (Hong Kong, China)
- Pierre Jolivet (Francia)
- Monty Montgomery (Estados Unidos)
- Assumpta Serna (España)

Upstream (Controcorrente)

Las siguientes personas fueron seleccionada para dar el Premio San Marco Prize a la mejor película, El Premio Special Director, El Premio Upstream al Mejor actor y mejor actriz:
- Laure Adler, Presidente
- Vito Amoruso
- Samir Farid
- Rene Liu
- Ulrich Tukur

 Premio "Luigi De Laurentiis" al mejor debut

Las siguientes personas fueron seleccionada para dar el León de futuro.
- Lia van Leer, Presidente
- Jannike Ahlund
- Pierre-Henri Deleau
- Stefan Kitanov
- Peter Scarlet

## Selección oficial

### En Competición
Las películas siguientes compitieron para el León de Oro:
| Título en España       | Título original                   | Director(es)                | País                             |
| ---------------------- | --------------------------------- | --------------------------- | -------------------------------- |
| 21 Gramos              | 21 Grams                          | Alejandro González Iñárritu | EE. UU.                          |
| Alila                  | Alila                             | Amos Gitai                  | Israel, Francia                  |
| Código 46              | Code 46                           | Michael Winterbottom        | Reino Unido                      |
| Les Sentiments         | Les Sentiments                    | Noémie Lvovsky              | Francia                          |
| The Floating Landscape | Lian zhi feng jing                | Miu-suet Lai                | Hong Kong                        |
| La mujer del abogado   | Baramnan gajok                    | Im Sang-soo                 | Corea del Sur                    |
| Buenos días, noche     | Buongiorno, notte                 | Marco Bellocchio            | Italia                           |
| Goodbye, Dragon Inn    | Bú sàn                            | Tsai Ming-liang             | Taiwán                           |
| Imagining Argentina    | Imagining Argentina               | Christopher Hampton         | España, Reino Unido, EE. UU.     |
| La cometa              | Le cerf-volant / Tayyara men wara | Randa Chahal                | Líbano                           |
| Loving Glances         | Sjaj u očima                      | Srđan Karanović             | Serbia y Montenegro, Reino Unido |
| Il Miracolo            | Il Miracolo                       | Edoardo Winspeare           | Italia                           |
| Pornografia            | Pornografia                       | Jan Jakub Kolski            | Polonia, Francia                 |
| Raja                   | Raja                              | Jacques Doillon             | Francia, Marruecos               |
| El regreso             | Vozvrashcheniye                   | Andrey Zvyagintsev          | Rusia                            |
| La calle de las Rosas  | Rosenstrasse                      | Margarethe von Trotta       | Alemania, Paísos Bajos           |
| Segreti di Stato       | Segreti di Stato                  | Paolo Benvenuti             | Italia                           |
| Una película hablada   | Um Filme Falado                   | Manoel de Oliveira          | Portugal                         |
| Twentynine Palms       | Twentynine Palms                  | Bruno Dumont                | Francia, Alemania, EE. UU.       |
| Zatôichi               | Zatôichi                          | Takeshi Kitano              | Japón                            |

### Fuera de competición
Las películas siguientes fueron seleccionadas para ser exhibidas fuera de competición:
Largometrajes
| Título en español                       | Título original                        | Director(es)        | País                         |
| --------------------------------------- | -------------------------------------- | ------------------- | ---------------------------- |
| Todo lo demás                           | Anything Else                          | Woody Allen         | Estados Unidos               |
| Coffee and Cigarettes                   | Coffee and Cigarettes                  | Jim Jarmusch        | EE. UU.                      |
| Crueldad intolerable                    | Intolerable Cruelty                    | Joel Coen           | EE. UU.                      |
| Le Divorce                              | Le Divorce                             | James Ivory         | Reino Unido                  |
| Los impostores                          | Matchstick Men                         | Ridley Scott        | Estados Unidos               |
| El señor Ibrahim y las flores del Corán | Monsieur Ibrahim et le fleurs du Coran | François Dupeyron   | Francia                      |
| El mexicano                             | Once Upon a Time in Mexico             | Robert Rodriguez    | Estados Unidos               |
| Soñadores                               | The Dreamers                           | Bernardo Bertolucci | Italia, Reino Unido, Francia |
| La mancha humana                        | The Human Stain                        | Robert Benton       | Estados Unidos               |

Proyecciones especiales
- Martin Scorsese presenta The Blues: Feel Like Going Home de Martin Scorsese (EE. UU.)
- Martin Scorsese Presenta the Blues - Padrinos e hijos (The Blues: Godfathers and Sons) de Marc Levin (EE. UU.)
- Martin Scorsese presenta the Blues - Rojo, blanco y blues (The Blues: Red, White and Blues) de Mike Figgis (Reino Unido)
- Martin Scorsese presenta the Blues - Camino a Memphis (The Blues: The Road To Memphis) de Richard Pearce (EE. UU.)

## Corto Cortissimo
Los siguientes cortometrajes fueron exhibidas en la sección de Corto Cortissimo:
| Título original         | Director                          | País              |
| ----------------------- | --------------------------------- | ----------------- |
| El excusado             | Lorenza Manrique                  | México            |
| From Where I'm Standing | Annalise Patterson                | Nueva Zelanda     |
| God's Kitchen           | Paki Smith                        | Irlanda           |
| Hochbetrieb             | Andreas Krein                     | Alemania          |
| Match                   | Jef Nassenstein                   | Paísos Bajos      |
| Neft (The Oil)          | Murad Ibragimbekov                | Rusia, Azerbaiyán |
| Neon Eyes               | Thomas Gerhold, Markus Wambsganss | Alemania          |
| Ore 2 Calma Piatta      | Marco Pontecorvo                  | Italia            |
| Ritterschlag            | Sven Martin                       | Alemania          |
| Solitaire               | Thor Bekkavik                     | Noruega           |
| The Trumouse Show       | Julio Robledo                     | España            |
| Zippo                   | Stefano Sollima                   | Italia            |

Fuera de competición
| Título original | Director          | País             |
| --------------- | ----------------- | ---------------- |
| Destino         | Dominique Monféry | Francia, EE. UU. |
| Le lion volatil | Agnès Varda       | Francia          |

### Controcorriente
Una selección oficial que destcan por su "intento de innovación, originalidad creativa o lenguaje cinematográfico alternativo" 
| Título español               | Título original             | Director(es)                  | País de producción                                 |
| ---------------------------- | --------------------------- | ----------------------------- | -------------------------------------------------- |
| Antena                       | Antena                      | Kazuyoshi Kumakiri            | Japón                                              |
| Liberi                       | Liberi                      | Gianluca Maria Tavarelli      | Italy                                              |
| Casa de los Babys            | Casa de los Babys           | John Sayles                   | Estados Unidos, México                             |
| La quimera de los héroes     | La quimera de los héroes    | Daniel Rosenfeld              | Argentina, Francia, Dinamarca                      |
| The First Letter             | Abjad                       | Abolfazl Jalili               | Irán, Francia, Italia                              |
| Cinco condiciones            | De Fem Benspaend            | Jørgen Leth, Lars Von Trier   | Dinamarca, Suiza, Bélgica, Francia                 |
| Abar Aranye                  | Abar Aranye                 | Goutam Ghose                  | India                                              |
| Vidas truncadas              | Ruang rak noi nid mahasan   | Pen-ek Ratanaruang            | Tailandia, Hong Kong, Países Bajos, EE. UU., Japón |
| Lost in Translation          | Lost in Translation         | Sofia Coppola                 | EE. UU., Japón                                     |
| Mud                          | Çamur                       | Derviş Zaim                   | Italia, Chipre                                     |
| Un lugar entre los vivos     | Une place parmi les vivants | Raoul Ruiz                    | Francia, Rumanía                                   |
| The Python                   | Pitons                      | Laila Pakalnina               | Letonia                                            |
| Il ritorno di Cagliostro     | Il ritorno di Cagliostro    | Daniele Ciprì, Franco Maresco | Italia                                             |
| Schultze Gets the Blues      | Schultze Gets the Blues     | Michael Schorr                | Alemania                                           |
| Silence Between Two Thoughts | Sokoote beine do fekr       | Babak Payami                  | Irán                                               |
| El sol asesinado             | Le soleil assassiné         | Abdelkrim Bahloul             | Francia                                            |
| Viajeros y magos             | Chang hup the gi tril nung  | Khyentse Norbu                | Bután, Reino Unido                                 |
| Vodka Lemon                  | Vodka Lemon                 | Hiner Saleem                  | Francia, Italia, Suiza, Armenia                    |

Proyecciones especiales
| Título original                                 | Director                           | País            |             |
| ----------------------------------------------- | ---------------------------------- | --------------- | ----------- |
| Las maletas de Tulse Luper. La historia de Moab | The Tulse Luper Suitcases: Antwerp | Peter Greenaway | Reino Unido |

### Nuovi Territori
Las siguientes películas fueron seleccionados para la sección Nuovi Territori:
| Título español           | Título original          | Director(es)               | País de producción |
| ------------------------ | ------------------------ | -------------------------- | ------------------ |
| Pequeña paloma blanca    | Pequeña paloma blanca    | Christian Barbe            | Chile, Reino Unido |
| Threads                  | Khahit errouh            | Hakim Belabbes             | Marruecos, EE. UU. |
| Vibrator                 | Vibrator                 | Ryūichi Hiroki             | Japón              |
| L'ultimo piano           | L'ultimo piano           | Paolo Scarfò               | Italia             |
| Le dernier des immobiles | Le dernier des immobiles | Nicola Sornaga             | Francia            |
| Hambre química           | Fame chimica             | Antonio Bocola, Paolo Vari | Italia, Suiza      |

Largometrajes no-ficción
| Título español                     | Título original                  | Director(es)                           | País de producción        |
| ---------------------------------- | -------------------------------- | -------------------------------------- | ------------------------- |
| Mattatoio                          | Mattatoio                        | Akab (Gabriele Di Benedetto)           | Italia                    |
| L'uomo segreto                     | L'uomo segreto                   | Nino Bizzarri                          | Italia                    |
| Retour à Kotelnitch                | Retour à Kotelnitch              | Emmanuel Carrère                       | Francia                   |
| Brumas                             | Brumas                           | Ricardo Costa                          | Portugal                  |
| A scuola                           | A scuola                         | Leonardo Di Costanzo                   | Francia, Italia           |
| Guerra                             | Guerra                           | Pippo Delbono                          | Italia, Israel, Palestina |
| Italian sud est                    | Italian sud est                  | Fluid Video Crew                       | Italia                    |
| Materiali a confronto              | Materiali a confronto            | Giuseppe M. Gaudino                    | Italia                    |
| Un instante en la vida ajena       | Un instante en la vida ajena     | José Luis López-Linares                | España                    |
| Contr@site                         | Contr@site                       | Fausta Quattrini, Daniele Incalcaterra | Argentina, Suiza          |
| El prisionero de la reja de hierro | O Prisioneiro da Grade de Ferro  | Paulo Sacramento                       | Brasil                    |
| On n'est pas des marques de vélo   | On n'est pas des marques de vélo | Jean-Pierre Thorn                      | Francia                   |
| Barefoot to Herat                  | Paberahne Ta Harat               | Majid Majidi                           | Irán                      |

Mediometrajes
| Título español                                              | Título original | Director(es)        | País de producción       |
| ----------------------------------------------------------- | --------------- | ------------------- | ------------------------ |
| United We Stand                                             | 41'             | Matteo Barzini      | Italia                   |
| Un fils                                                     | 58'             | Amal Bedjaoui       | Francia                  |
| Sorriso amaro                                               | 56'             | Matteo Bellizzi     | Italia, Finlandia, Suiza |
| Segni particolari - Appunti per un film sull'Emilia Romagna | 53'             | Giuseppe Bertolucci | Italia                   |
| My Father's Garden                                          | 30'             | Matthew Brown       | Italia, Sudáfrica        |
| Il senso del mistero                                        | 30'             | Paolo Brunatto      | Italia                   |
| Picciridda                                                  | 32'             | Alberto Castiglione | Italia                   |
| Stessa rabbia, stessa primavera                             | 65'             | Stefano Incerti     | Italia                   |
| Maledetta mia                                               | 55'             | Wilma Labate        | Italia                   |
| La Maladie de la Mort / The Malady of Death                 | 39'             | Asa Mader           | Francia, EE. UU.         |
| Paesaggio a Sud                                             | 30'             | Vincenzo Marra      | Italia                   |
| Margherita. Ritratto Confidenziale                          | 48'             | Giuseppe Piccioni   | Italia                   |
| Senza tregua                                                | 25'             | Marco Pozzi         | Italia                   |

Cortometrajes
| Título original | Duración | Director(es)                         | País                 |
| --- | -------- | ------------------------------------ | -------------------- |
| Poem | 03'      | Carlos Armella                       | Reino Unido          |
| Chaplin Aujourd'hui - The Kid                                                                                                   | 26'      | Alain Bergala                        | Francia              |
| Japan-eno - Stornmi # 3 - Clessiquidre hz FX - China #4 FX - A...B...C...cletta - CoplanDesideri - Occhi di-visi Occhi di-versi |          | Ermanno De Biagi                     | Italia               |
| The Time We Lost | 15'      | Tommaso Cammarano                    | Italia, EE. UU.      |
| Lo stuoino di pietra | 06'      | Gina Carducci                        | Italia, EE. UU.      |
| Pequeñas voces | 19'      | Eduardo Carrillo                     | Colombia, UK, España |
| Ssst | 05'      | Pietro Durante, Lisa Ferlazzo Natoli | Italia               |
| Structural Filmwaste. Dissolution 1                                                                                             | 04'      | Siegfried A. Fruhauf                 | Austria              |
| La recherche de ma mère | 04'      | Paola Gandolfi, Francesca Ravello    | Italia               |
| Ne dites pas à ma mère | 27'      | Sarah Moon Howe                      | Bélgica, Francia     |
| Libberato | 08'      | Davide Lombardi                      | Italia               |
| La spia che era in me | 15'      | Mario Materia                        | Italia               |
| Prises de vues | 11'      | Sebastian Meise                      | Austria              |
| Relojes de arena | 04'      | José Francisco Ortuño, Laura Alvea   | España               |
| The Affirmation of Jimmy Brown                                                                                                  | 06'      | Robert Pasternak                     | Canadá               |
| My McQueen | 17'      | Lourdes Portillo                     | EE. UU.              |
| Racconti per l'isola | 25'      | Costanza Quatriglio                  | Italia               |
| Grande anarca | 18'      | Alvise Renzini                       | Italia               |
| Fantasmi di voce - Antonio Stagnoli                                                                                             | 28'      | Elisabetta Sgarbi                    | Italia               |
| You Are Evil | 05'      | Louis Taylor                         | Canadá               |
| Shen-Zi | 11'      | Nell Yen-ni Wang, Jin-yi Liu         | Taiwán               |

Proyecciones especiales
| Título original                | Duración                       | Director(es)   | País                     |
| ------------------------------ | ------------------------------ | -------------- | ------------------------ |
| The Agronomist                 | The Agronomist                 | Jonathan Demme | United States            |
| The Saddest Music in the World | The Saddest Music in the World | Guy Maddin     | Canadá                   |
| Persona non grata              | Persona non grata              | Oliver Stone   | EE. UU., Francia, España |

## Secciones independientes

### Semana Internacional de la Crítica
Las películas siguientes fueron seleccionadas para la 18.ª Semana Internacional de la Crítica del Festival de Cine de Venecia:
| Título en España                    | Título original                     | Director(es)         | País          |
| ----------------------------------- | ----------------------------------- | -------------------- | ------------- |
| Mr. Butterfly                       | Nabi                                | Marc Kim             | Corea del Sur |
| Matrubhoomi: A Nation Without Women | Matrubhoomi: A Nation Without Women | Manish Jha           | India         |
| Ballo a tre passi                   | Ballo a tre passi                   | Salvatore Mereu      | Italia        |
| Ana y los otros                     | Ana y los otros                     | Celina Murga         | Argentina     |
| Twist                               | Twist                               | Jacob Daniel Tierney | Canadá        |
| Variété Française                   | Variété Française                   | Frédéric Videau      | Francia       |
| 15                                  | 15                                  | Royston Tan          | Singapur      |

## Premios

### Sección oficial-Venecia 60
Las siguientes películas fueron premiadas en el festival:
- León de Oro a la mejor película: El regreso de Andrey Zvyagintsev
- León de Plata a la mejor dirección:  Takeshi Kitano por Zatōichi
- Premio especial del Jurado: La cometa de Randa Chahal
- Copa Volpi al mejor actor: Sean Penn por 21 gramos
- Copa Volpi a la mejor actriz: Katja Riemann por La calle de las Rosas
- Premio Marcello Mastroianni al mejor actor o actriz revelación: Najat Benssallem por Raja

Premios especiales
- León de Oro a la trayectoria: Dino De Laurentiis y Omar Sharif

Corto Cortissimo
- Léon de plata al mejor cortometraje: Neft de Murad Ibragimbekov
- Premio UIP al mejor corto europeo: The Trumouse Show de Julio Robledo

Mención especial:  Hochbetrieb de Andreas Krein

### Otros premios
Las siguientes películas fueron premiadas en otros premios de la edición:
- Premio FIPRESCI:
  - Venezia 60: Goodbye Dragon Inn (Bu san) de Tsai Ming-liang
  - Sección paralela: Matrubhoomi de Manish Jha (India 2003)[18]
- Premio Wella: Naomi Watts por 21 gramos y Le divorce
- Future Film Festival Digital Awardː Zatōichi de Takeshi Kitano
- Premio Pasinetti: Luciano Emmer por L'acqua… il fuoco
- Premio FEDIC: Il miracolo de Edoardo Winspeare
- Premio Isvemaː Ballo a tre passi de Salvatore Mereu
- Premio CAM/Rota a la mejor BSOː Andrea Guerra por Le chien, le général et les oiseaux
- Premio abierto: Zatōichi de Takeshi Kitano
- Premio UNICEF: Rosenstrasse de Margarethe von Trotta (Venice 60)
- Premio Sergio Trasatti: El regreso de Andrey Zvyagintsev (Venice 60)
- Premio Lina Mangiacapre: Lost in translation de Sofia Coppola (Upstream)
- Premio Laterna Magica: La cometa de Randa Chahal (Venice 60)
- Premio de la audienciaː Zatōichi de Takeshi Kitano   (Venice 60).
  - Mejor actor, ex aequo: Omar Sharif por El señor Ibrahim y las flores del Corán(Out of Competition) y Benicio Del Toro por 21 gramos (Venice 60).
  - Mejor actriz: Naomi Watts por 21 gramos
- Premio UNESCO: Çamur de Derviş Zaim (Upstream)
- Premio Città di Roma - Arcobaleno Latino
  - Mejor película: Il miracolo de Edoardo Winspeare (Venice 60)
  - Mejor director novel: Daniel Rosenfeld for La quimera de los héroes (Upstream)

Mención especial del jurado: Emmanuel Carrére por Retour à Kotelnitch (New Territories)
- Premio Agiscuola - Leoncino d'Oro: Buenos días, noche de Marco Bellocchio (Venice 60)
- Cult Prize- International Week of Film Criticsː Ballo a tre passi de Salvatore Mereu

Mención especial:Ana y los otros de Celina Murga
- Premio 'CinemAvvenire': 
  - Mejor película en competición: Buenos días, noche de Marco Bellocchio
  - Mejor película de debut: El regreso de Andrey Zvyagintsev (Venice 60)
  - Cine por la paz: La cometa de Randa Chahal (Venice 60)